# تیم ملی والیبال مردان تونس
تیم ملی والیبال مردان تونس تیم ملی والیبال مردان کشور تونس است.

## نتایج

### بازی‌های المپیک تابستانی
- ۱۹۶۴ تا ۱۹۶۸ — رقابت نکرد
- ۱۹۷۲ — جایگاه ۱۲ام
- ۱۹۷۶ تا ۱۹۸۰ — رقابت نکرد
- ۱۹۸۴ — جایگاه ۹ام
- ۱۹۸۸ — جایگاه ۱۲ام
- ۱۹۹۲ — رقابت نکرد
- ۱۹۹۶ — جایگاه ۱۱ام
- ۲۰۰۰ — رقابت نکرد
- ۲۰۰۴ — جایگاه ۱۱ام
- ۲۰۰۸ — رقابت نکرد
- ۲۰۱۲ — جایگاه ۱۱ام
- ۲۰۱۶ — رقابت نکرد
- ۲۰۲۰ — جایگاه ۱۱ام